# Karakeçili
Karakeçili es un distrito de la provincia de Kırıkkale en la región de Anatolia Central de Turquía . En el censo turco de 2000, la población del distrito era de 8296 habitantes, de los cuales 7851 vivían en el centro de Karakeçili. La población de Karakeçili es 3.054 a partir de 2021. Esta población consta de 1.542 hombres y 1.512 mujeres.